# Adolf Deucher
Adolf Deucher (15 febbraio 1831 – Berna, 10 luglio 1912) è stato un politico svizzero.
Nell'aprile 1883 è stato eletto nel Consiglio federale svizzero, rimanendovi fino al luglio 1912.
Nel corso del suo mandato ha diretto il Dipartimento federale di giustizia e polizia (1883), il Dipartimento delle poste e delle ferrovie (1884), il Dipartimento federale dell'interno (1885), il Dipartimento federale degli affari esteri (1886, 1897, 1903 e 1909), il Dipartimento del commercio e dell'agricoltura (1887), il Dipartimento dell'industria e dell'agricoltura (1888-1895) e il Dipartimento del commercio, dell'industria e dell'agricoltura (1896, 1898-1902, 1904-1908 e 1910-1912).
Era rappresentante del Partito Liberale Radicale.
Ha ricoperto la carica di Presidente della Confederazione svizzera quattro volte: nel 1886, nel 1897, nel 1903 e nel 1909.